# Christine de Veyrac
Christine de Veyrac, née le 6 novembre 1959 à Toulouse, est une personnalité politique française.
Ancien membre de l'Union pour un mouvement populaire et présidente de la section locale du parti en Haute-Garonne de 2008 à 2010, elle est députée européenne de la circonscription Sud-Ouest, de 1999 à 2014. En 2012, elle rejoint l'Union des démocrates et indépendants (UDI).

## Au Parlement européen
Élue députée européenne en 1999, réélue en 2004, elle figure en deuxième position sur la liste conduite par Dominique Baudis aux élections européennes du 7 juin 2009, dans la circonscription Sud-Ouest, et est réélue au Parlement Européen le 17 juin 2009.
Membre de la Commission des Transports et du Tourisme, elle est notamment l’auteur du rapport sur la liste noire des avions interdits de vol sur le territoire de l’Union européenne. Elle a également défendu les intérêts d’Airbus dans le différend commercial l’opposant à Boeing, le financement de Galileo[Quoi ?], l’ouverture à la concurrence du transport ferroviaire (qui met fin au monopole de la SNCF), ou encore le durcissement des règles de sécurité dans le transport maritime.
Elle s’est également investie en faveur du budget de la PAC, en faveur de la viticulture (menacée par un plan d’arrachage massif proposé par la Commission), pour la mobilisation de crédits en faveur des sylviculteurs d’Aquitaine, ou encore pour la défense du plan français d’aides publiques au secteur de la pêche[réf. nécessaire].

## Politique locale
Élue sur la liste de Philippe Douste-Blazy en 2001, elle est adjointe au maire de Toulouse chargée des relations internationales jusqu'en 2008. Elle refuse de figurer sur la liste menée par Jean-Luc Moudenc aux municipales de mars 2008, pour exprimer son désaccord avec la stratégie choisie par celui-ci, et pour dénoncer l'absence de renouvellement sur cette liste.
À la suite de la perte de la mairie de Toulouse aux élections municipales de 2008, elle se présente, à l'automne 2008, à la présidence départementale de l'UMP, et est élue à cette fonction le 11 décembre 2008.
En mars 2011, elle échoue aux élections cantonales sur le canton de Toulouse 1 face à Marie-Christine Lafforgue, candidate PS sortante.
Le 21 octobre 2012, elle annonce son ralliement à l'Union des démocrates et indépendants.
Elle est candidate aux élections municipales de 2014 à Toulouse avec pour ambition une « Alternative responsable » pour la ville. À l'issue du premier tour, elle finit sixième, avec 2,45 % des voix.
Pour l'élection présidentielle de 2017, elle soutient la candidature d'Emmanuel Macron et son mouvement En marche.

## Carrière
- Maîtrise de droit international public (Toulouse, 1983)
- Attachée parlementaire de l'ex-président Giscard d'Estaing (UDF)
- Députée européenne, Groupe du Parti populaire européen (Démocrates-chrétiens) et des Démocrates européens
- Secrétaire nationale de l'UMP (de sa fondation à 2004)
- Adjointe au maire de Toulouse, chargée des relations internationales et européennes de 2001 à 2008
- Membre du bureau de la communauté d'agglomération du Grand Toulouse ; secrétaire de la « commission Aménagement urbain et développement aéronautique et spatial » de 2001 à 2008
- Présidente départementale de l'UMP Haute-Garonne 2008-2010

## Décorations
- Chevalière de la Légion d'honneur[3]